# دالي فولر
دالي فولر (بالإنجليزية: Dale Fuller)‏ هي ممثلة أمريكية، ولدت في 17 يونيو 1885 بسانتا آنا في الولايات المتحدة، وتوفيت في 14 أكتوبر 1948 ببومونا في الولايات المتحدة.

## أعمال

### أفلام
- (1922) روبن هود[3][4]
- (1924) الطمع
- (1925) الأرملة المرحة
- (1925) بن هور

## وصلات خارجية
- دالي فولر على موقع IMDb (الإنجليزية)
- دالي فولر على موقع ألو سيني (الفرنسية)
- دالي فولر على موقع أول موفي (الإنجليزية)
- دالي فولر على موقع قاعدة بيانات الأفلام السويدية (السويدية)
- دالي فولر على موقع قاعدة بيانات الفيلم (الإنجليزية)
- دالي فولر على موقع كينوبويسك (الروسية)